# Cryptothele sundaica
Cryptothele sundaica là một loài nhện trong họ Zodariidae.
Loài này thuộc chi Cryptothele. Cryptothele sundaica được Tord Tamerlan Teodor Thorell miêu tả năm 1890.